# Breslauer Hütte
De Breslauer Hütte is een berghut in de Ötztaler Alpen in de Oostenrijkse deelstaat Tirol. De berghut behoort toe aan de sectie Breslau van de Deutscher Alpenverein (DAV). Deze sectie zetelt thans in Stuttgart.
De berghut ligt op 2844 meter hoogte ten westen van Vent (gemeente Sölden) aan de voet van de Wildspitze in de Ötztaler Alpen. De hut werd op 20 augustus 1882 in gebruik genomen. De hut had toentertijd een capaciteit van vijftien slaapplaatsen. Reeds in 1896 werd een gebouw met twee verdiepingen geplaatst, in 1913 volgde nog eens een uitbreiding met twee verdiepingen. Ook in 1928 en 1971 volgden uitbreidingen en opknapbeurten.
De hut is vanuit Vent in ongeveer drie uur bereikbaar.

## Bergtochten
Bergen die vanaf de Breslauer Hütte veelvuldig worden beklommen zijn:
- Hinterer Brochkogel (3628 meter), drie uur
- Ötztaler Urkund (3554 meter), twee uur
- Wildes Mannle (3023 meter), anderhalf uur
- Wildspitze (3772 meter), vijf uur

## Overtochten naar andere berghutten
- Braunschweiger Hütte (2759 meter), vier uur
- Taschachhaus (2434 meter), drie tot vier uur
- Vernagthütte (2766 meter), tweeënhalf uur